# Lista siturilor arheologice din județul Mehedinți - L
Lista siturilor arheologice din județul Mehedinți - L conține toate siturile arheologice din județul Mehedinți înscrise în Repertoriul Arheologic Național (RAN) și aflate în localități al căror nume începe cu litera L. RAN este administrat de Ministerul Culturii și Patrimoniului Național și cuprinde date științifice, cartografice, topografice, imagini și planuri, precum și orice alte informații privitoare la zonele cu potențial arheologic, studiate sau nu, încă existente sau dispărute.
Puteți căuta un sit din localitățile care încep cu litera L folosind formularul de mai jos sau puteți naviga prin toate siturile din județ la Lista siturilor arheologice din județul Mehedinți.
| Cod RAN      | Denumire                                                                                              | Localitate                    | Adresă | Datare      | Descoperit | Coordonate | Imagine           | Erori            |
| ------------ | --- | ----------------------------- | ------ | ----------- | ---------- | ---------- | ----------------- | ---------------- |
| 112619.01.01 | Valul roman de la Livezile / ansamblu Brazda lui Novac (Categorie: fortificație) (Tip: Val de pământ) | sat Livezile, comuna Livezile |        | sec. III-IV |            |            | Încărcați imagine | Raportați eroare |